# Adelaide Lead
Adelaide Lead is een plaats in de Australische deelstaat Victoria.

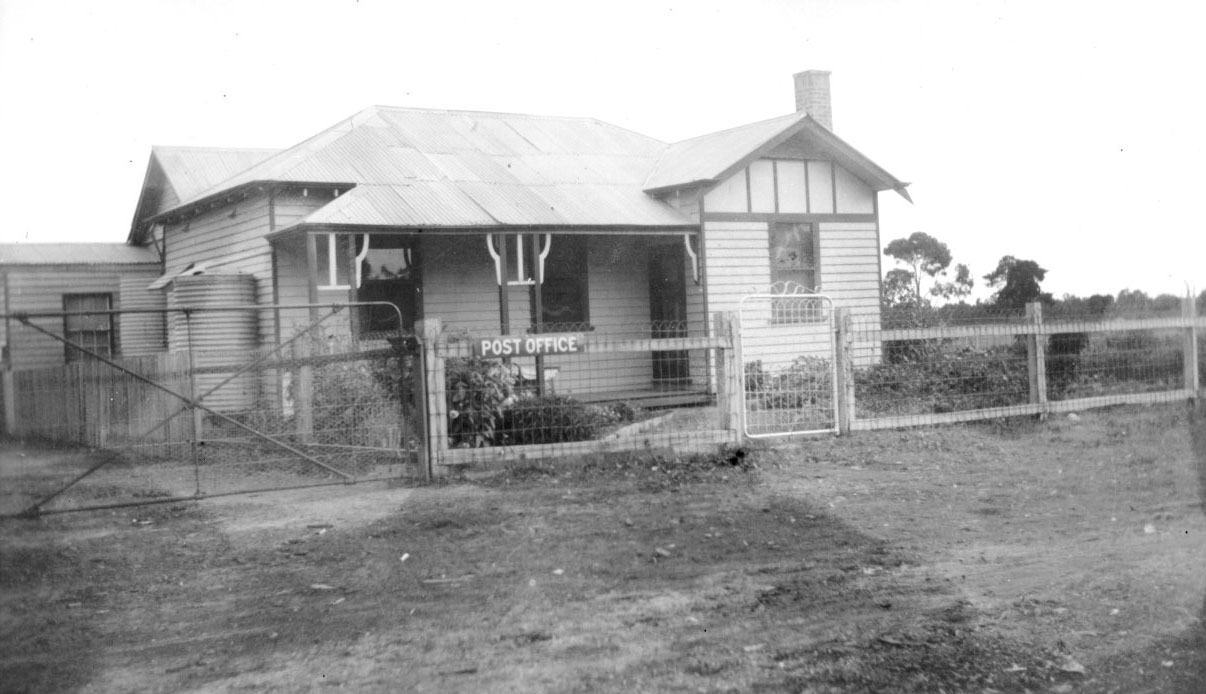
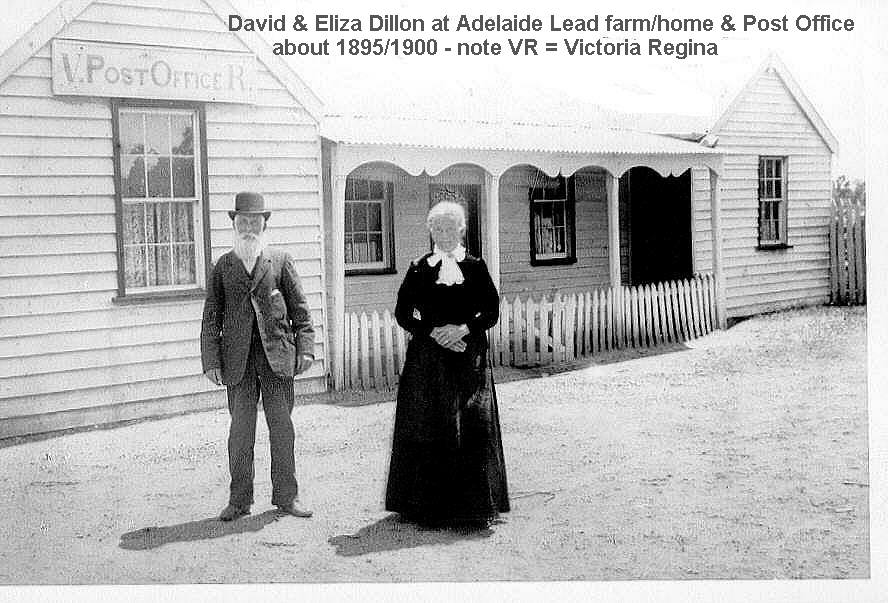
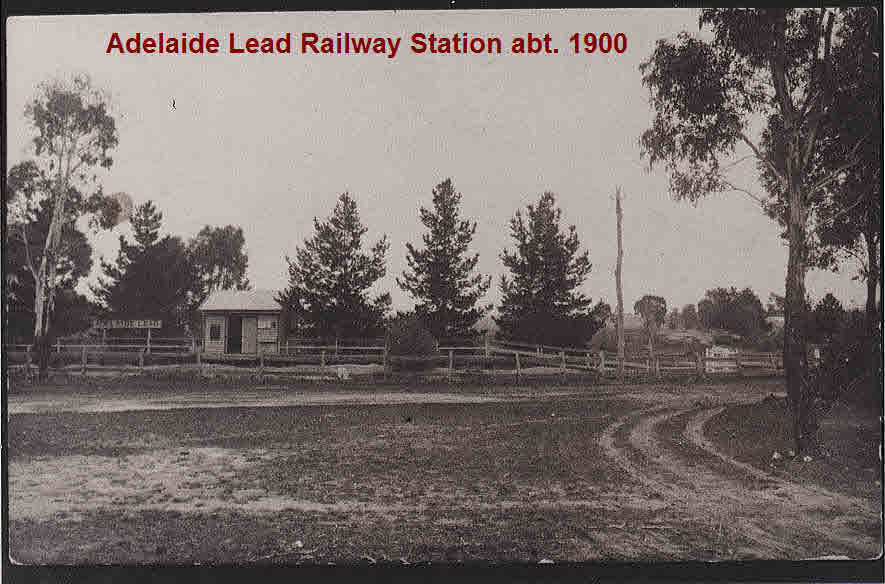